# Ford Scorpio
La Ford Scorpio est une voiture produite par Ford à Cologne en Allemagne entre 1985 et 1998. Elle a remporté le trophée européen de la voiture de l'année en 1986.
Réservée en grande partie au marché européen, elle était la remplaçante de la Granada dans la catégorie "grosse berline". Elle a néanmoins conservé le nom "Granada Scorpio" en Angleterre. Au Canada et aux États-Unis, elle a été distribuée quelques années en version V6 uniquement (1988-1990) sous le nom de Merkur Scorpio. Elle se voulait une alternative aux berlines allemandes des constructeurs spécialisés (BMW, Audi, Mercedes, Volvo, ...) mais la division Merkur, qui vendait aussi une variante de la Ford Sierra de l'époque (sous le nom de Merkur XR4Ti) fut un flop commercial.
La Ford Scorpio est l première voiture de série équipée d'un système ABS (qui empêche le blocage des roues au freinage).
La "Scorpio I" (photo) a été commercialisée jusqu'en 1994, avec un restylage en 1992. Elle était l'équivalente des Audi 100, Citroën XM, Peugeot 605 ou encore Renault 25. La Scorpio II, à l'allure plus "américaine", a été produite entre 1994 et 1998.
Elle a été remplacée par la Mondeo II.

## Première génération (1985-1994)

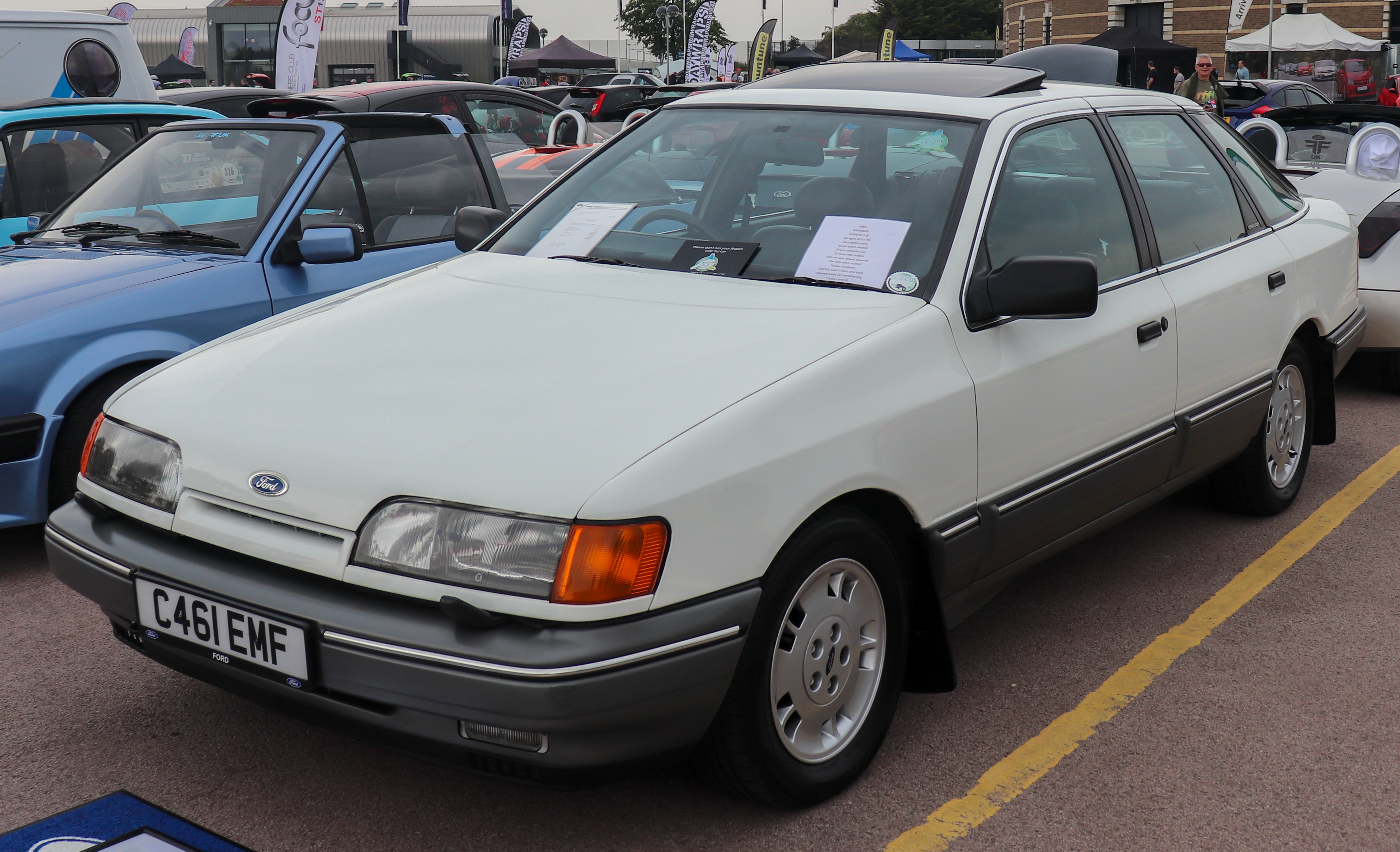
Ford Granada Scorpio I de 1985

Portant le nom de code DE-1 lors de son développement (car elle était destinée à chevaucher les segments européens D et E), la Scorpio était fortement basée sur la Sierra, reposant sur une version allongée du plancher de la Sierra et utilisant une philosophie de style similaire définie à la fois par la Sierra et l'Escort de troisième génération.
Sous le capot se trouvaient des moteurs bien éprouvés, à commencer par le vénérable bloc moteur Pinto de 1,8 L et 2,0 L, ainsi que le moteur V6 Cologne de 2,4 L, 2,8 L et plus tard 2,9 L. À l'été 1989, les moteurs Pinto avaient commencé à être progressivement remplacés, la version à huit soupapes du moteur DOHC de Ford remplaçant le modèle de 2,0 L.
En Europe, la Scorpio était destinée à maintenir la position de Ford en tant que principale alternative à une Mercedes ou une BMW pour ceux qui cherchent à posséder une voiture de fonction. Elle a également été lancée plus d'un an avant les nouvelles concurrentes de Rover et Opel / Vauxhall.
À cette fin, Ford s'est appuyé sur les spécifications déjà étendues disponibles dans la Granada MkII sortante (qui pour l'époque, était très bien équipée, avec des caractéristiques telles que des sièges en cuir chauffants et à réglage électrique, la climatisation, le toit ouvrant électrique et l'ordinateur de bord, de série ou disponible en tant qu'options) en ajoutant des fonctionnalités supplémentaires inhabituelles sur une voiture grand public. Les améliorations disponibles comprenaient: pare-brise chauffant, régulateur de vitesse et plus tard transmission intégrale.
Initialement, le barillet de serrure Chubb AVA était installé sur les modèles du lancement, mais vers 1987, ils ont été remplacés par la serrure Tibbe.
L'avancée la plus notable a été l'installation d'un système de freinage antiblocage, c'était la première fois que cette fonction était standard sur toute la gamme d'une voiture produite en série. La voiture a été largement saluée comme étant très confortable et spacieuse, notamment en ce qui concerne son dégagement pour les jambes à l'arrière.
Contrairement à la Granada, elle n'était initialement disponible qu'en version berline à hayon, et non en berline à malle ou en break. Cela s'est avéré être une erreur pour Ford, qui a ensuite introduit une version berline à malle en décembre 1989. Une version break est finalement apparue début 1992, lorsque toute la gamme a subi un lifting, avec un nouveau style qui faisait allusion à la nouvelle Mondeo, qui remplacerait la Sierra un an plus tard. Il y a eu peu de changements techniques au fil des ans, notamment l'introduction des moteurs DOHC en 1989 et de la Scorpio Cosworth avec un V6 Cosworth à 24 soupapes de 2,9 L en décembre 1990.
La Cosworth était à la fois grande et rapide, ce qui lui donnait par conséquent une mauvaise consommation de carburant. De nombreux propriétaires ont souvent déclaré que 25 miles par gallon est à peu près le mieux que vous puissiez obtenir avec une voiture équipée de ce moteur. La détérioration de l'arbre de transmission au fil du temps a également été considérée comme un problème sur les premières Cosworth Mark I et II.
Au Royaume-Uni et en Irlande, à la suite de la résistance initiale du marché envers la Sierra, ce qui avait été attribué à son style radical, Ford a choisi de conserver le nom Granada sur ces marchés, faisant de la Scorpio une Granada Mk III. Le nom «Scorpio» a plutôt été utilisé comme désignation de finition plutôt que comme nom de modèle, étant positionné plus haut que le traditionnel modèle Ghia haut de gamme de Ford. Ces modèles étaient commercialisés sous le nom de "Granada Scorpio", mais étaient simplement badgés "Scorpio", avec un badge "Granada" allongé en dessous.

### Merkur Scorpio
La Merkur Scorpio était une version nord-américaine de la Scorpio Mk I européenne. La voiture était offerte chez certains concessionnaires Lincoln – Mercury de 1988 à 1989.
La Merkur Scorpio n'était proposée qu'avec le moteur V6 Cologne de 2,9 L avec quelques différences de détail par rapport aux Ford contemporaines. Adaptée pour répondre aux exigences américaines en matière d'émissions, la version Merkur de la Scorpio produisait 140 ch (100 kW) lors de son introduction sur le marché nord-américain en 1988.
La grande majorité était équipée de la transmission automatique A4LD à quatre vitesses, et le reste recevait la transmission manuelle T-9 à cinq vitesses. Seules les versions automatiques de la Scorpio étaient disponibles au Canada. La voiture était commercialisée en tant que voiture de luxe haut de gamme de taille moyenne, mais sur le marché, elle n'a jamais eu l'impact que la Ford Motor Company espérait. Ford a complètement abandonné la plaque signalétique Merkur après 1989.

### Modèle rénové
Le modèle était une Mark I rénovée avec calandre, phares, feux arrière, capot et tableau de bord modifiés. Elle a été mis en vente en mars 1992, en même temps que la modèle break (présenté pour la première fois à Londres au British Motor Show d'octobre 1991) qui a été ajouté à la gamme.
Le moteur diesel XD3 obsolète de Peugeot a également été remplacé par une unité plus puissante de l'italien VM Motori. Ce lifting a réaligné le look de la Granada avec la prochaine Mondeo et a gardé les éléments de style cohérents avec toute la gamme des modèles.

## Deuxième génération (1994-1998)

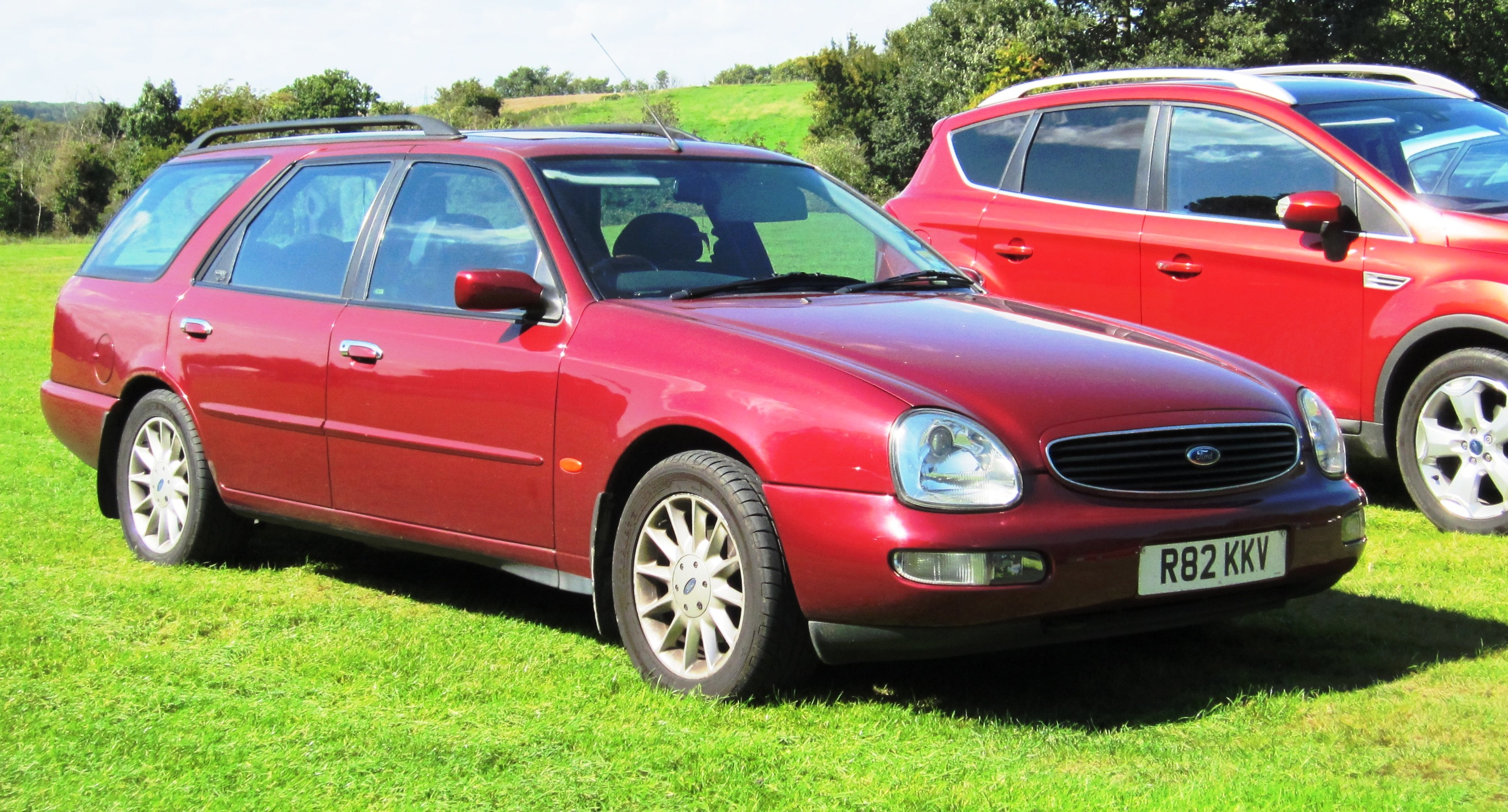
Ford Scorpio MkII Break

Lancé au Mondial de l'Automobile de Paris en octobre 1994, la Scorpio de deuxième génération a été seulement rendue disponible dans les styles berline à malle ou break, la carrosserie berline à hayon ayant été abandonnée. Elle avait en grande partie le même plancher que son prédécesseur ainsi que tous les mêmes moteurs qui étaient utilisés à la fin de la première génération. De nombreuses améliorations ont été apportées à la suspension et la maniabilité entre les première et deuxième générations (y compris une suspension arrière auto-nivelante sur les breaks). Elle a également été radicalement redessinée à l'intérieur et à l'extérieur, avec un nouveau design de phares, de calandre et de poignées de porte.
Malgré son style controversé, l'intérieur de luxe, la maniabilité et les performances ont été largement salués par les critiques. Edward Stobart a fait l'éloge de la voiture, et Jeremy Clarkson l'a déclarée "tout aussi talentueuse" que l'Opel Omega, l'une des principales rivales de la Scorpio, et qu'elle était "bien faite... extrêmement bien équipée, et compte tenu de sa taille, elle avait un bon rapport qualité / prix". En général cependant, cet éloge a été éclipsé par les critiques concernant le style,. En outre, le nom "Granada", qui avait été conservé au Royaume-Uni et en Irlande pour la Scorpio MkI (alias Granada MkIII) a finalement été abandonné et le nom "Scorpio" - déjà utilisé ailleurs - a été adopté.
En avril 1998, elle a été répertoriée comme étant la troisième pire voiture enregistrée N (modèles d'août 1995 à juillet 1996) à posséder au Royaume-Uni à partir d'une enquête de Top Gear sur 120 voitures, recevant une note particulièrement faible pour sa fiabilité. Elle s'est légèrement mieux comportée dans les enquêtes de 1999 et 2000.
En septembre 1997, la Scorpio a été rénovée, avec des entourages de phares plus sombres et une calandre plus subtile, pour atténuer l'avant de la voiture. Les feux arrière enveloppants et surbaissés de style "années 50" ont également été révisés pour rendre l'arrière «dodu» de la voiture moins bulbeux. Malgré les plans pour sortir un nouveau modèle en 1998, ce devait être le dernier développement pour ce modèle, qui a terminé sa production au cours de l'été 1998.
Que la voiture réponde ou non aux attentes de vente de Ford, l'évolution du marché automobile européen à la fin des années 90 signifiait qu'elle ne serait pas directement remplacée. Ce n'était pas inhabituel à l'époque, le marché évoluant soit vers les grandes voitures familiales haut de gamme pour les cadres, soit vers les véhicules polyvalents pour les familles. De plus, la propriété de Jaguar et Volvo par Ford signifiait, à l'époque, qu'ils avaient toujours un accès direct au marché européen des voitures de fonction. Néanmoins, la Mondeo de deuxième génération peut être considérée comme une successeuse de ce modèle, ses dimensions s'intercalant entre la Mondeo 1 et la Scorpio, de plus la puissante ST220 renouait avec la volonté de Ford de reconquérir le marché des berlines sportives comme le faisait la Scorpio Cosworth.
La famille royale néerlandaise a utilisé plusieurs Scorpio, certaines étirées, et toutes peintes en Royal Blue. Il y a encore une Scorpio landaulet construit sur mesure dans les écuries royales. Après que Ford ait mis fin à la production, la Volvo S80 pris le relais en tant que berline routière au sein du groupe.

### Style et apparence
La nouvelle Scorpio avait le tout premier design de Ford entièrement développé en utilisant un système informatique CAO / FAO, et à l'intérieur de la voiture se trouvaient de nouveaux sièges de style fauteuil et une qualité intérieure améliorée, mais à l'extérieur, le nouveau look «américanisé» était controversé. La voiture arborait des phares bulbeux de style "globulaires" et ses feux arrière étaient disposés en une fine ligne juste au-dessus du pare-chocs (décrit comme un "collier gratuitement étroit... mal choisi... ressemblant à un coussin géant"). De façon inhabituelle, Ford n'a jamais publié le nom du concepteur et maintient à ce jour que la voiture a dépassé les chiffres attendus (bien qu'ils n'aient jamais publié ce que ces chiffres étaient réellement), cependant il a été noté que le concepteur inconnu était "très fier" de leur travail.
Les phares bombés et la large calandre ont été défendus comme étant « audacieux », « excentriques », « une déclaration de conception », « dramatiques », et fournissant des « lignes rafraîchissantes », mais la réaction du public et de la presse face à la conception était largement négatif. Des critiques contemporains ont écrit que la voiture avait un « sourire stupide », une « bouche sans intelligence », un « nez tombant », « idiote », un « coffre avec des bosses », des « yeux idiots », « révoltante », des « phares stupides », une «ouverture de calandre de style "bouche de poisson"», des «flancs gras», une «grimace reptilienne» et qu'elle avait l'air « mélangée », « carrée mais courbée », d'une «gargouille moche» et d'avoir des « yeux d'insecte », de « ressemblait à quelque chose que David Attenborough pourrait sortir d'une grotte humide à Bornéo » et que « conduire un camion de lait marquerait plus de points de crédit dans un embouteillage ».
Le style était si controversé que plusieurs mois avant la sortie du véhicule au public, Ford a mis en place un groupe de discussion, impliquant de grandes sections de la presse automobile, dans leur centre d'ingénierie et de design à Cologne, comparant la calandre distinctive de style "bouche souriante" à l'historique des designs tels que ceux de Jaguar, Alfa Romeo et Austin-Healey. La reconnaissance par Ford de la bonne conception d'autres fabricants a été saluée par la presse, mais la conception de la Scorpio elle-même a été condamnée par tous, et le groupe de discussion n'a pas réussi à apaiser les médias concernant l'apparence de la voiture, qui allait plus tard attaquer vicieusement le style à la sortie.
Lors de sa sortie, le style a été immédiatement critiqué à la fois dans la presse automobile et dans les médias grand public non automobiles, des pages entières dans ces derniers attaquant l'esthétique. Tony Mason de Top Gear n'aimait pas l'avant, affirmant que les phares ne semblaient pas à leur place et que la voiture avait l'air incomplète, Edward Stobart a décrit la voiture comme étant "la voiture la plus laide de Grande-Bretagne", détestant particulièrement l'arrière "sans traits", disant qu'elle n'était pas aussi belle que la BMW Série 7, tandis que Ken Greenley du Royal College of Art (concepteur des SsangYong Musso et Rodius) n'aimait pas toute la philosophie du design. Décrite comme "tout simplement moche", "une de ces voitures de foires avec un visage idiot à l'avant", "quelque chose de Walt Disney, quelqu'un a pris de l'acide et a trébuché dans les années 70 pour l'avant" et "conçue par un comité de personnes portant des lunettes de soleil assis dans le noir". D'autres critiques étaient encore plus cinglants, l'un disant que "cela n'a pas beaucoup de personnalité... l'avant de la voiture est comme un visage avec un énorme sourire rayonnant... cela a l'air un peu ridicule, vraiment", un autre décrivant l'avant comme «on dirait que quelqu'un vient d'enfoncer une banane au fond» et un autre remarquant: "Je ne serais pas fier de ça... c'est la voiture la plus laide qui soit".
Après sa sortie, les critiques sont devenues encore plus intenses, les journalistes la qualifiant de "très mal aimée", "la voiture la plus impopulaire de Grande-Bretagne", un "parent pauvre" face à ses rivales, "stylisée comme un guppy", avec "le regard d'une grenouille souriante" et "le véhicule le plus laid de tous les temps".
Décrite comme une "monstruosité hideuse", Jeremy Clarkson a écrit dans le Times à l'époque que cette voiture avait des "traits d'idiot du village" et un "visage bouclé". Il expliqua plus tard que la Scorpio mettait fin à tout argument quant à savoir quelle voiture était la plus laide sur la route, que la voiture "ressemblait à un extra de Le Monde de Nemo", et qu'elle avait "un visage d'une horreur si inégalée" qu'elle "faisait pleurer... les enfants". Richard Hammond et James May l'ont décrite comme «laide», tandis que May l'a également décrite comme n'ayant «pas le plus beau style de Ford», et en 2004, dans le livre Crap Cars de Richard Porter, la Scorpio Mark II a été répertoriée numéro 49 (sur 50), seulement sur l'apparence.
Dans le DVD spécial Clarkson: Heaven and Hell, Jeremy Clarkson a organisé un concours de joutes entre une Scorpio - qu'il a décrite comme "une grenouille à la bouche large" - et une Triumph TR7, détruisant finalement les deux voitures par collision frontale.
En Allemagne, le magazine satirique Titanic a noté la similitude de l'avant de la Scorpio avec les traits du visage du politicien Günter Verheugen, qui allait devenir commissaire européen.

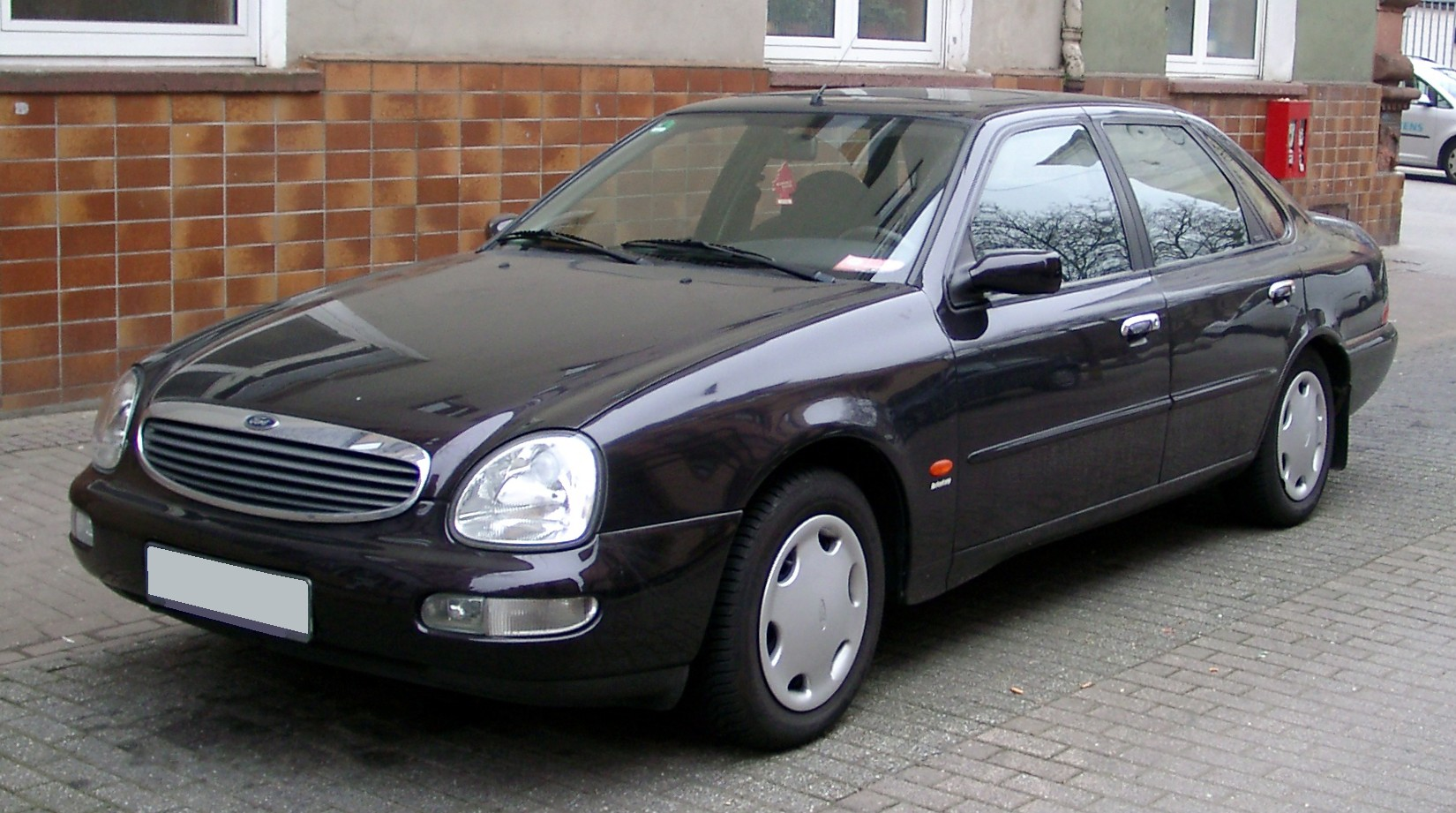
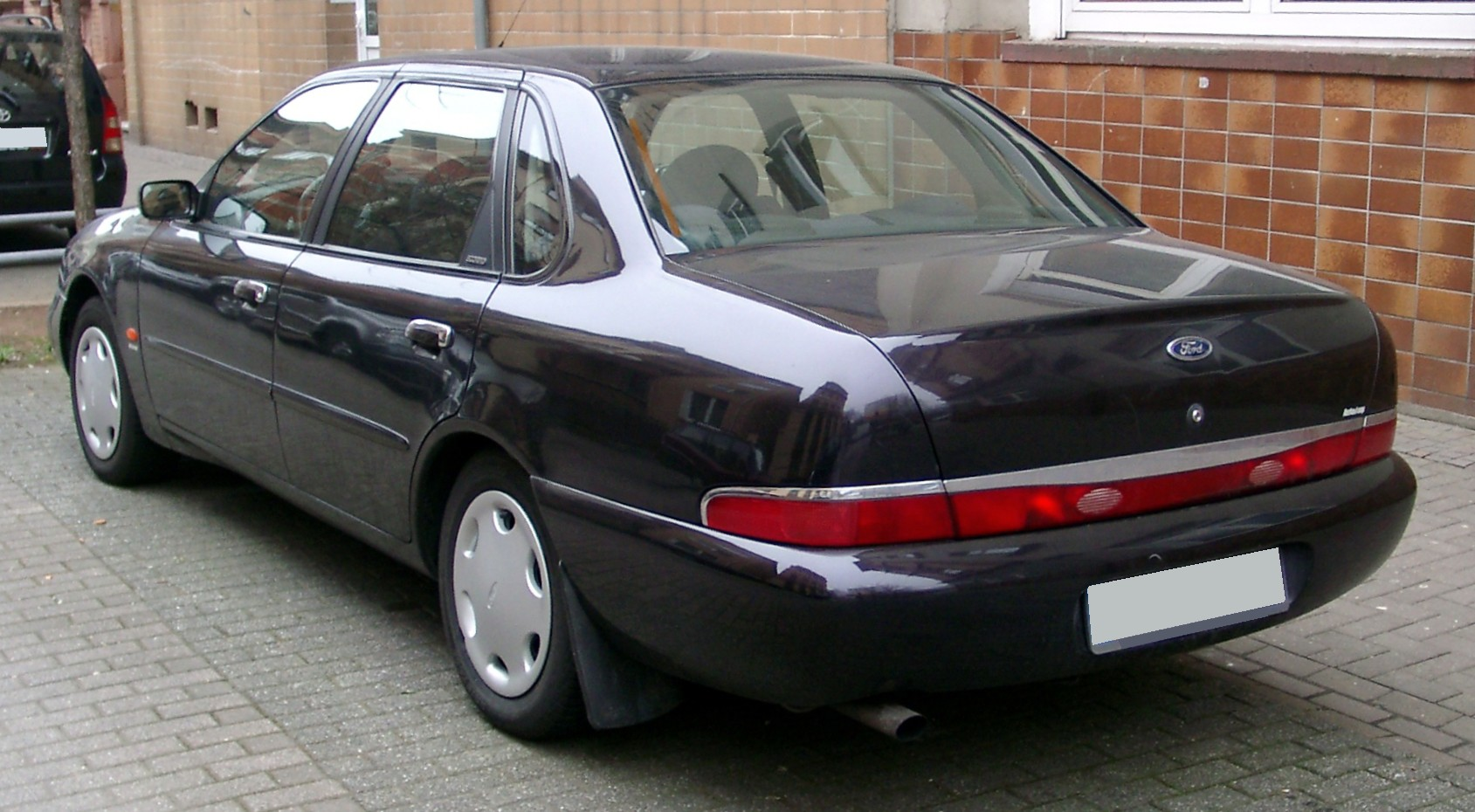
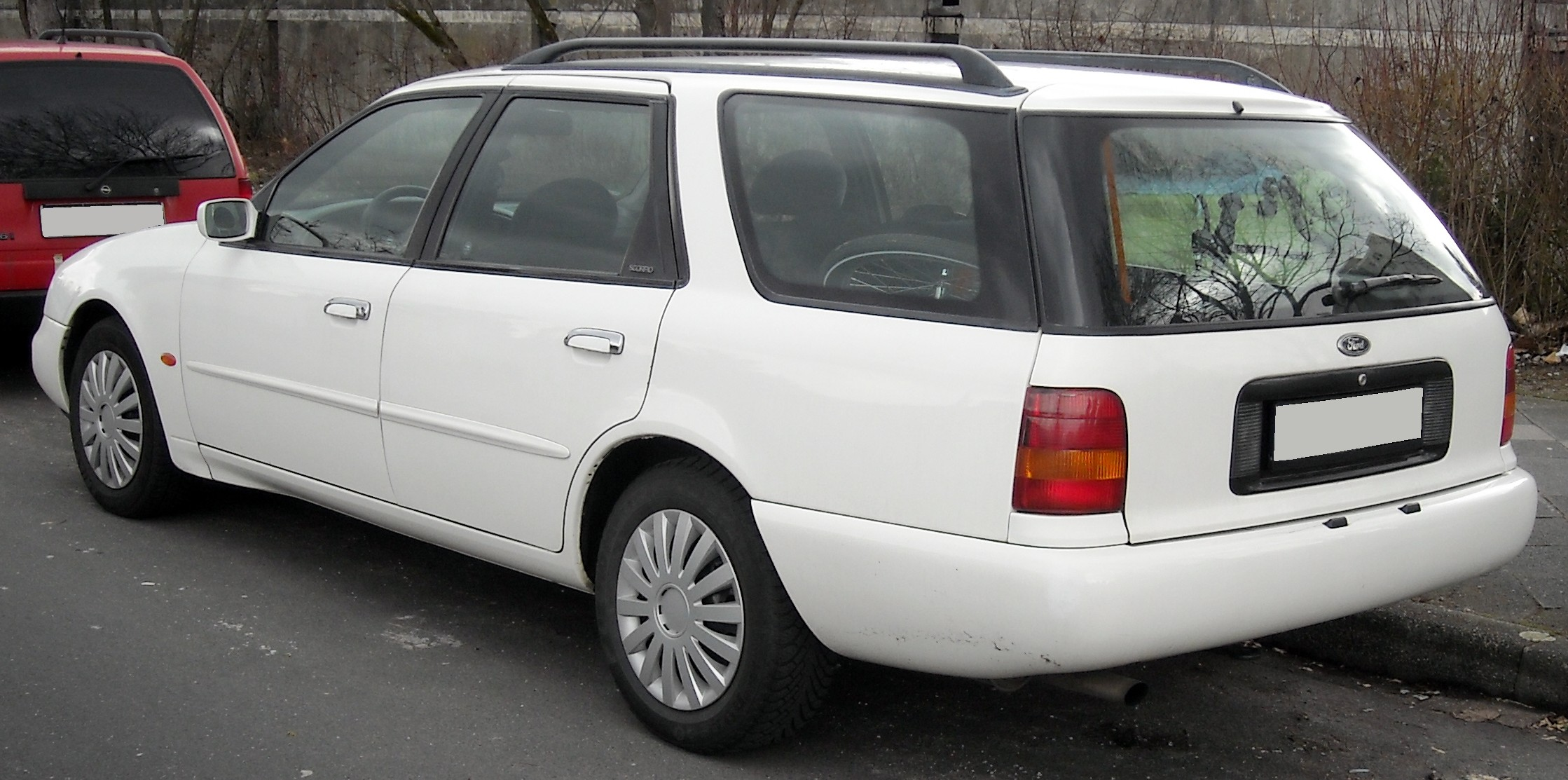

### Niveaux de finition et moteurs
La Scorpio Mark II était disponible dans les niveaux de finition suivants (chacune étant disponible en berline ou en break et avec n'importe quel moteur). Quel que soit le niveau de finition, toute voiture avec un moteur Cosworth de 2.9 L était équipée d'un contrôle de traction, d'un régulateur de vitesse et d'une boîte de vitesses automatique de série (une boîte de vitesses manuelle ne pouvait pas du tout être spécifiée). Tous les autres moteurs pouvaient être équipés d'une transmission manuelle ou automatique bien que, dans la pratique, la grande majorité des Scorpio soient automatiques.
- Executive : Le modèle de base, bien que même celui-ci ait un haut niveau de spécifications, y compris les vitres électriques, SFA, direction assistée, ainsi qu'une alarme et antidémarrage.
- Ghia : Ce niveau ajoutait la climatisation, jantes en alliage, feux antibrouillard avant et rétroviseurs électriques ainsi qu'une variété d'ajouts mineurs.
- Ultima : Le niveau le plus élevé ajoutait un lecteur CD automatique, contrôle du climat, sièges en cuir, régulateur de vitesse, un rétroviseur à atténuation automatique et sièges électriques ainsi que diverses autres améliorations mineures.

Certaines versions Ultima étaient équipées d'un moteur turbo diesel VM Motori de 2,5 litres. Le moteur VM divise par deux les factures de carburant mais souffre d'un décalage du turbo avec une accélération tout ou rien.
Fait inhabituel, les niveaux de finition et les tailles de moteur n'étaient pas inscrits à l'arrière des voitures. Au contraire, les niveaux de finition étaient inscrits sur les côtés des voitures sur les cadres de lunette arrière tels que les badges Scorpio. L'Executive n'avait pas de badge, simplement le mot «Scorpio». Chaque autre modèle portait le nom du modèle sous l'insigne, par exemple «Scorpio Ultima».
Les tailles de moteur se trouvaient également sur les côtés des voitures vers l'avant, juste au-dessus des clignotants auxiliaires, en tant que tels:
- 2.0 L : pas de badge (sur les voitures plus anciennes, le moteur à 8 soupapes de 2 litres n'avait pas de badge mais l'alésage à 16 soupapes du moteur de deux litres portait le badge "2.0 16v")
- 2.3 L : "2.3" ("2.3 16v" sur les voitures plus anciennes)
- 2.9 L : "2.9" ("2.9 12v" sur les voitures plus anciennes)
- 2.9 L : "Cosworth 24v"

Contrairement à la Scorpio Mark I, le mot «Cosworth» n'apparaît nulle part à l'extérieur des voitures équipées d'un tel moteur (peut-être pour tenter de réduire le risque de vol de ce véhicule) bien qu'il soit visible sur le dessus du moteur. Cependant, sur le lifting de 1998, le badge Cosworth est clairement visible sur le couvercle du coffre. La puissance du V6 Cosworth avait également été augmentée de 195 ch (145 kW) à 207 ch (154 kW) pour la deuxième génération.

## Versions et finitions
Deux versions "berline" de la Scorpio I étaient disponibles : la version tricorps (avec malle apparente) et la version bicorps (avec hayon). Les 2 versions partageaient la même partie de l'avant jusqu'au pilier B. La version bicorps présentait des vitres de custode à l'arrière qui formaient une continuation avec le hayon.
Une version break était également disponible sous la dénomination "Clipper", qui était celle de tous les breaks Ford de cette époque.
Plusieurs finitions étaient disponibles : standard, GL, GLS, CL, CLX, Ghia.

## Mécanique
La première version de cette voiture se déclinait en 9 motorisations. Il y avait 8 moteurs essence et 2 diesel :
- 1.8 de 90 ch, 2.0 de 105 puis 109 ch,
- 2.0i de 115 puis 125 ch à partir de 1990,
- V6 2.4i de 130 ch,
- V6 2.9i de 145 ch qui équipait aussi la déclinaison 4x4 du modèle,
- V6 2.9 24v (24 soupapes) Cosworth de 195 ch.

- 2.5D Indenor de 69 ch
- 2.5TD VM Motori de 92 ch.

À noter que les "Diesel" non turbo-compressés provenaient de la société Indenor (ancienne filiale de Peugeot, aujourd'hui disparue), spécialisée dans ce type de mécanique. Ils étaient très coupleux et bruyants, assez robustes (distribution par chaîne et non par courroie) mais peu puissants.
La "Scorpio II" se déclinait en 5 motorisations. 3 moteurs essence et 2 "Diesel", tous les moteurs "Diesel" étaient des moteurs italiens très fiables et puissants VM Motori déjà montés sur les Alfa Romeo 164 / Rover série 820 / Opel Frontera / Jeep Cherokee et Chrysler Grand Voyager :
- 2.0 de 136 ch,
- 2.3 de 147 ch,
- 2.9 24v Cosworth de 207 ch.

- 2.5 TD VM Motori de 115 ch.
- 2.5 TDI VM Motori de 125 ch (03/1997 à 07/1998)